# Gallinago gallinago

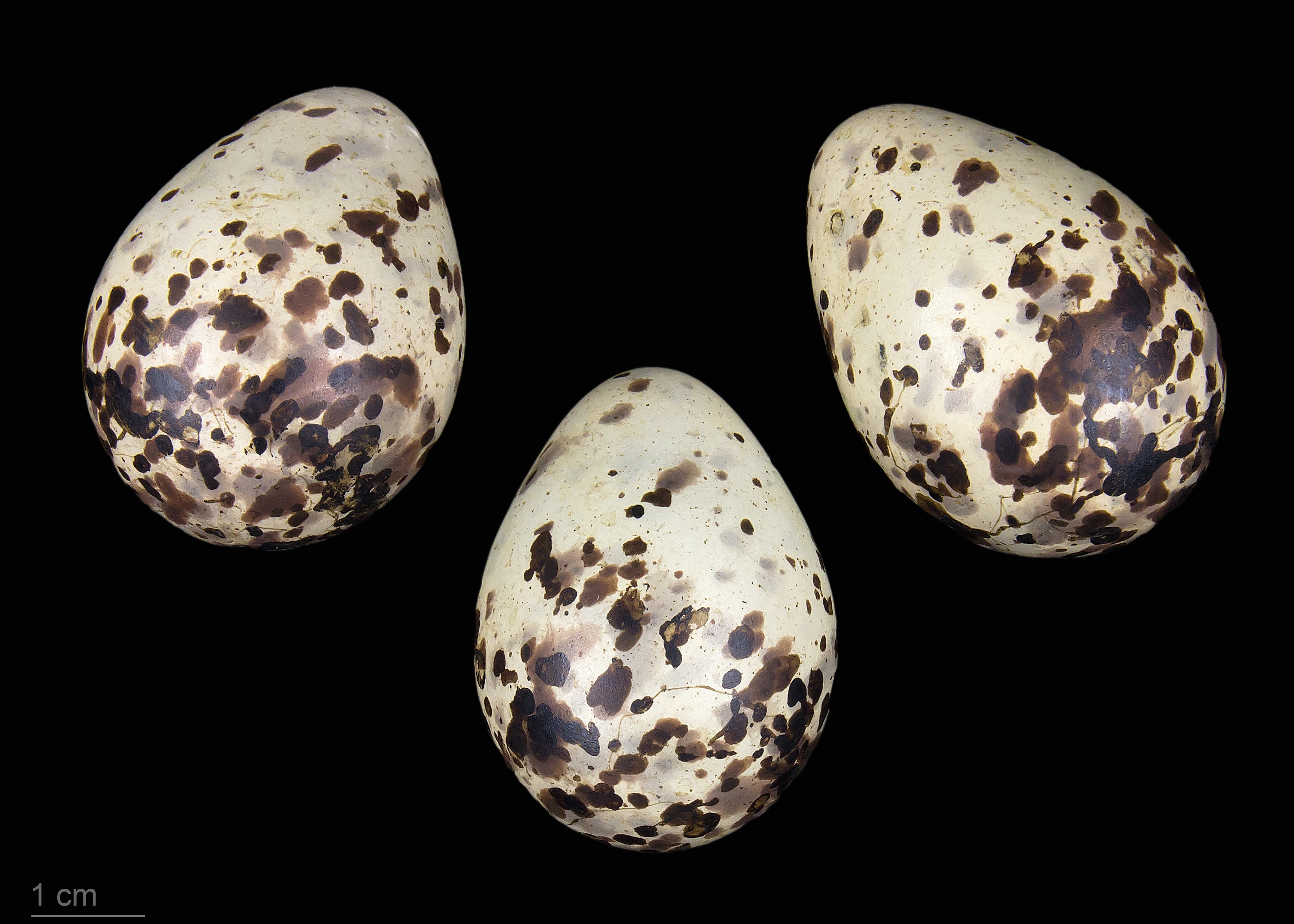
Gallinago gallinago faeroeensis

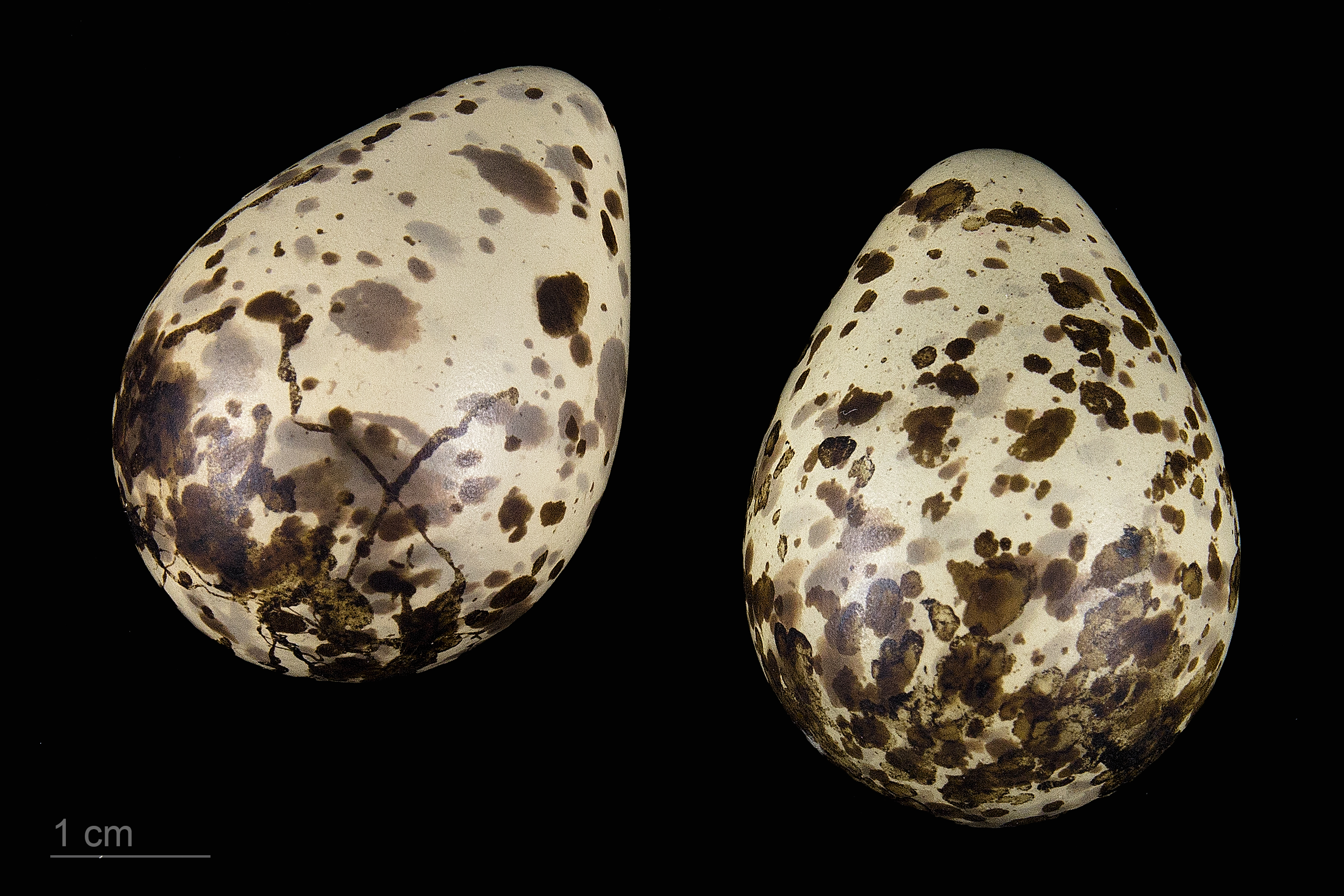
Gallinago gallinago gallinago

Il beccaccino (Gallinago gallinago Linnaeus, 1758) è un uccello della famiglia delle scolopacidae.

## Sistematica
Specie: Gallinago gallinago
Sottospecie: G. g. faeroensis - G. g. gallinago

## Aspetti morfologici
Ha un becco lungo e sottile, raggiunge in media una lunghezza di 28 cm ed un peso di 250 g, con una apertura alare di 49 cm. Ha un piumaggio variegato con tinte brune, rossicce e crema. Il capo è compresso lateralmente, gli occhi molto spostati indietro.  Zampe lunghe e verdastre. Coda con poco bianco ai lati.

## Distribuzione e habitat
È visibile praticamente in tutto il mondo tranne che in Oceania. In Italia ci sono rari casi di nidificazione in ambienti palustri. Durante la migrazione e lo svernamento, gli habitat sono diversi. Tranne che nei boschi, si adatta dovunque, anche se predilige paludi, prati umidi, praterie e risaie.

## Biologia
Volo di levata a zig zag. Sfugge al pericolo acquattandosi sul terreno e mimetizzandosi perfettamente con la vegetazione e con il suolo.

### Alimentazione
Si ciba di crostacei, vermi, insetti e vegetali. Si procaccia il cibo perforando con il becco la terra soffice, le paludi o le coste sabbiose del mare, per questo è provvisto non soltanto lunghe zampe, ma anche un lungo becco.

### Riproduzione

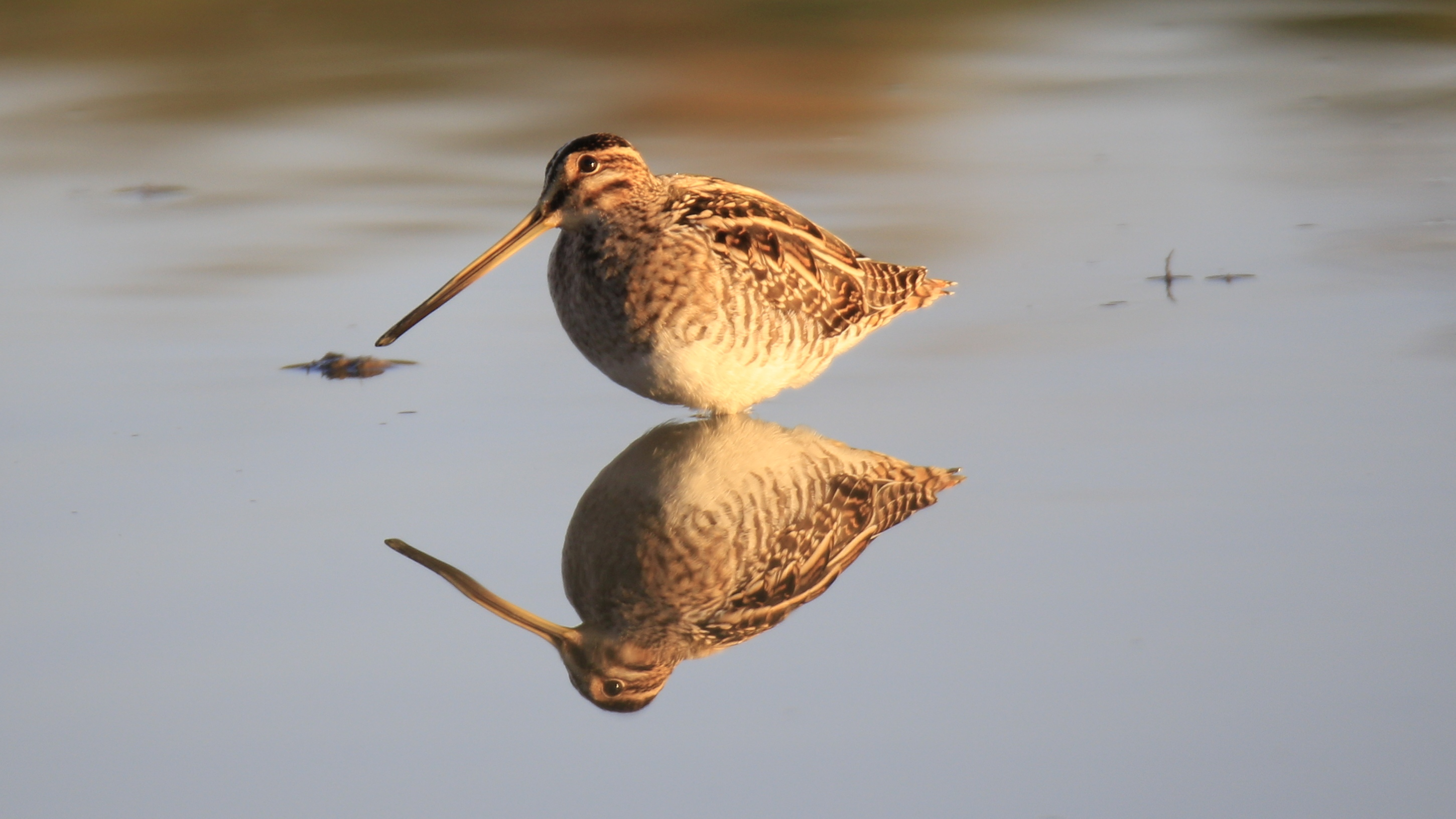
Beccaccino

Nidifica tra l'erba e i giunchi, a volte tra l'erica.
La femmina depone 4 uova che coverà da sola per 20 giorni circa, fino alla schiusa.

### Spostamenti
Vola in piccoli stormi durante la migrazione.

## Status e conservazione

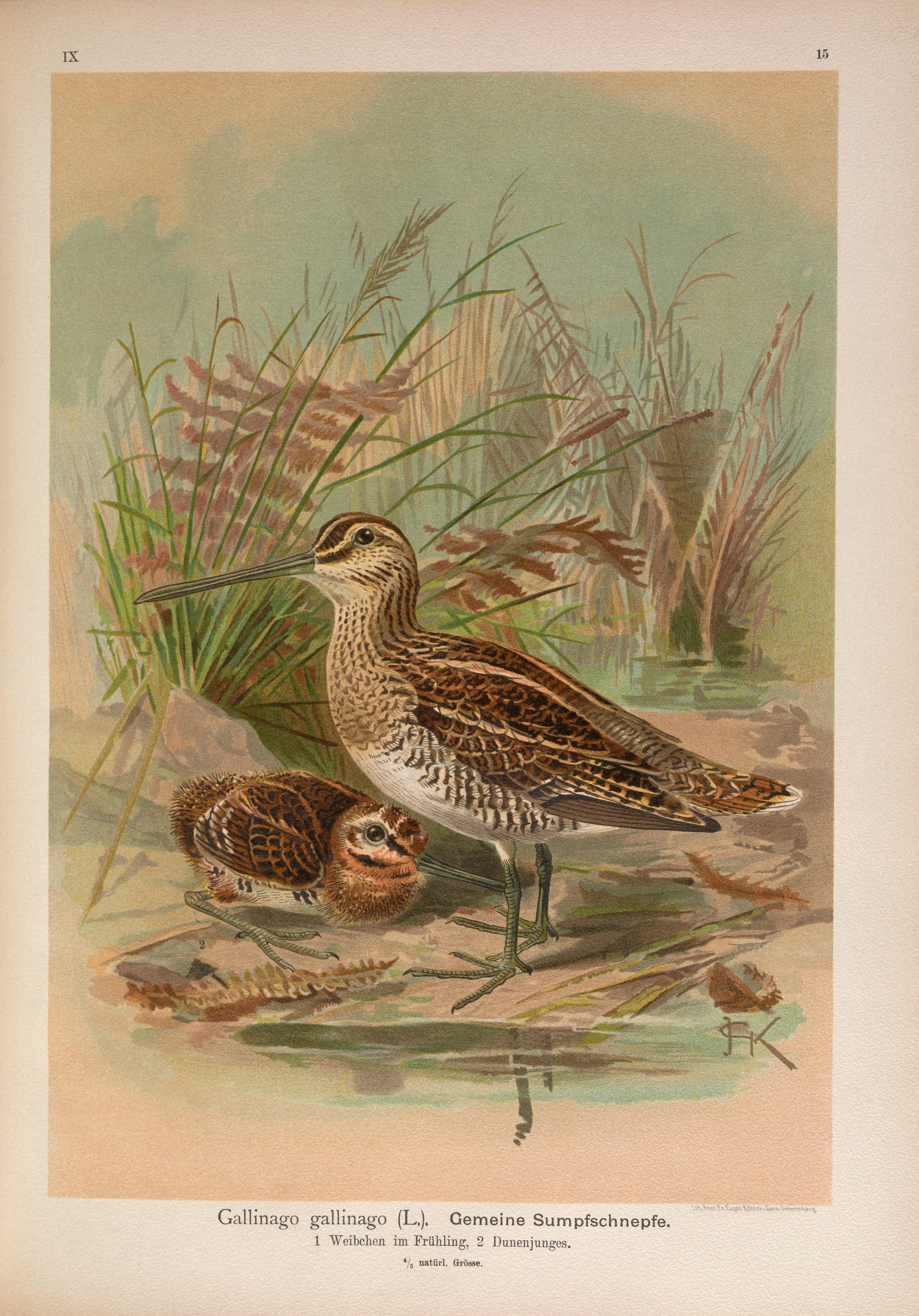

La specie ha un'ampia area di distribuzione, valutata in oltre 10.000.000 km², con una popolazione stimata di 5.400.000 - 7.500.000 individui. In base ai criteri della IUCN Red List è considerata a basso rischio (LC).